# Хладила
Хладила су насељено мјесто у општини Ново Горажде, Република Српска, БиХ. Према попису становништва из 1991. у насељу је живјело 93 становника.

## Становништво
| Демографија | Демографија | Демографија |
| Година      | Становника  | Становника  |
| ----------- | ----------- | ----------- |
| 1991.       | 93          |             |